# Jürgen Faerber
Jürgen Faerber (Den Haag, 10 juni 1976) is een Nederlands voormalig voetballer die speelde als verdediger.    

## Loopbaan
Faerber is geboren in Den Haag. Hij begon te voetballen in de jeugd bij VCS waarna hij de overstap maakte naar ADO Den Haag. Na één seizoen vertrok hij met Arie van der Padt van ADO naar K.v.v. Quick Boys.
Hierna speelde Faerber bij verschillende amateurclubs in zijn voetbalcarrière. 
Faerber beëindigde zijn voetbalcarrière in 2010.
Op 15 juni 2019 werd bekend dat Faerber assistent-trainer werd van Westlandia. Op 15 januari 2020 werd bekend dat Faerber per direct is vertrokken vanuit Westlandia vanwege belangrijke redenen. Faerber was ook assistent-trainer van HBS.

## Privé
Faerber broer van Winston Faerber die ook voetballer is geweest. Ze speelden samen in de jeugd en bij TOGR.